# Michelbouch
Michelbouch (en luxemburguès: Méchelbuch; en alemany: Michelbuch) és una vila de la comuna de Vichten situada al districte de Diekirch del cantó de Redange. Està a uns 24 km de distància de la ciutat de Luxemburg.